# 양평로

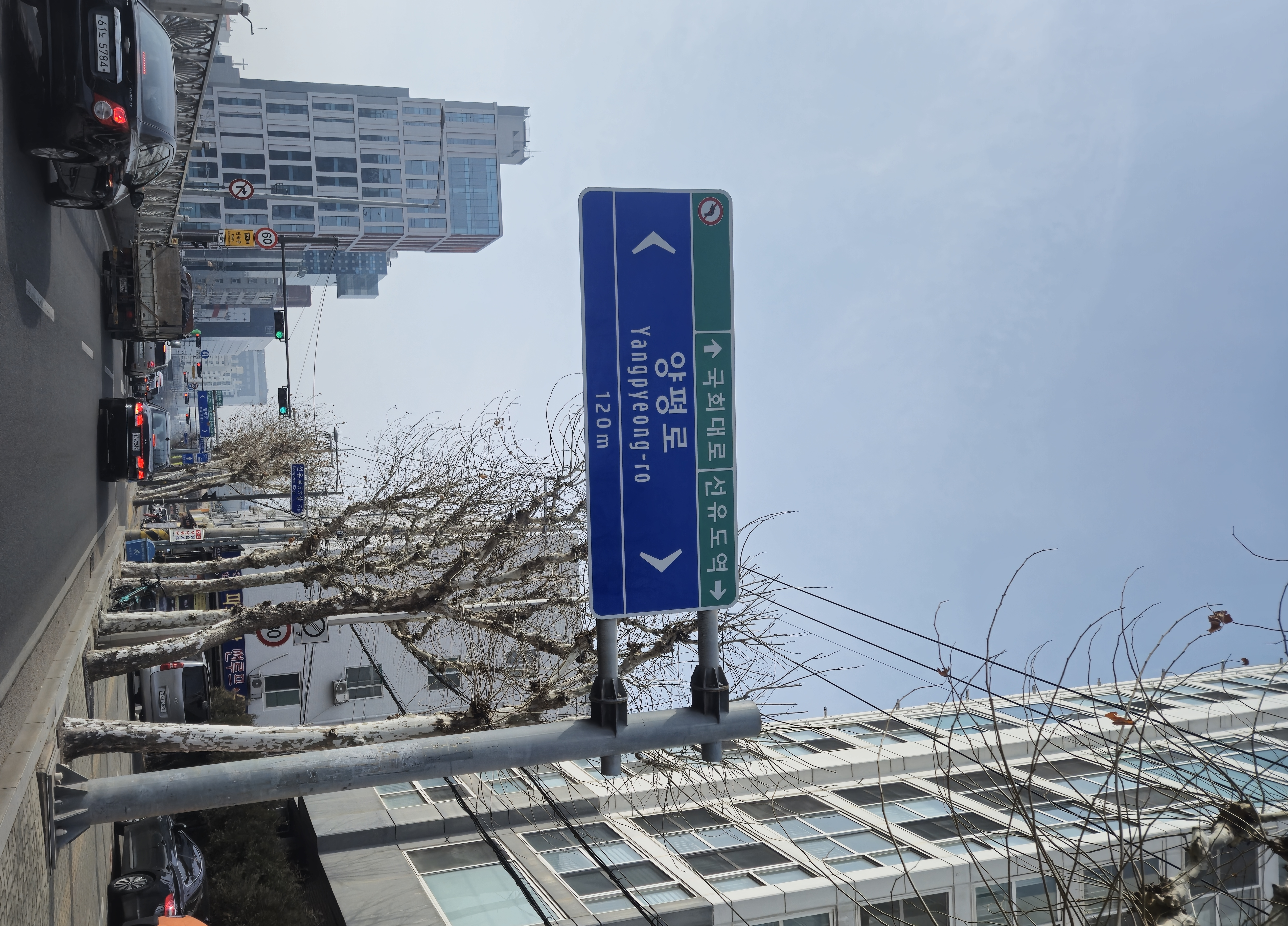
양평로 표지판

양평로(楊坪路)는 서울특별시 영등포구 당산동6가 당산중학교 앞에서 양천구 목동 양평교에 이르는 총 길이 2 km, 왕복 6차선 도로의 도로. 이 길이 지나는 영등포구 양평동 동명에서 유래되었다. 
당산중학교앞-영등포역 구간도 양평로에 해당되었으나, 2010년 도로명주소 개편으로 해당 구간은 영중로로 분리되었다. 이 길은 영등포역에서 양화대교와 성산대교 등에 이어져 공항대로와 접속되어 이 지역의 교통 중심로가 되며, 이 길의 좌우는 영등포구 상업 중심지를 이루고 있다.

## 노선
- 영중로와 직결 - 당산중학교사거리 - 당산역 - 당산119안전센터 - 양평동사거리, 양화대교남단 - 선유도역(롯데웰푸드) - 양평교 - 목동중심축도로와 직결

## 연결 도로
시작점인 당산중학교앞에서는 영중로가 직결되며, 종점인 양평교에서는 목동중심축도로 가 만난다.

## 주요 건물 및 시설
- 소방안전협회 서울지부
- 당산역
- NC백화점 당산점
- 그랜드컨벤션센터
- 삼성화재보험 영등포사옥
- 롯데웰푸드, 롯데홈쇼핑
- 서브웨이(선유도역점)
- 선유도역

## 사진

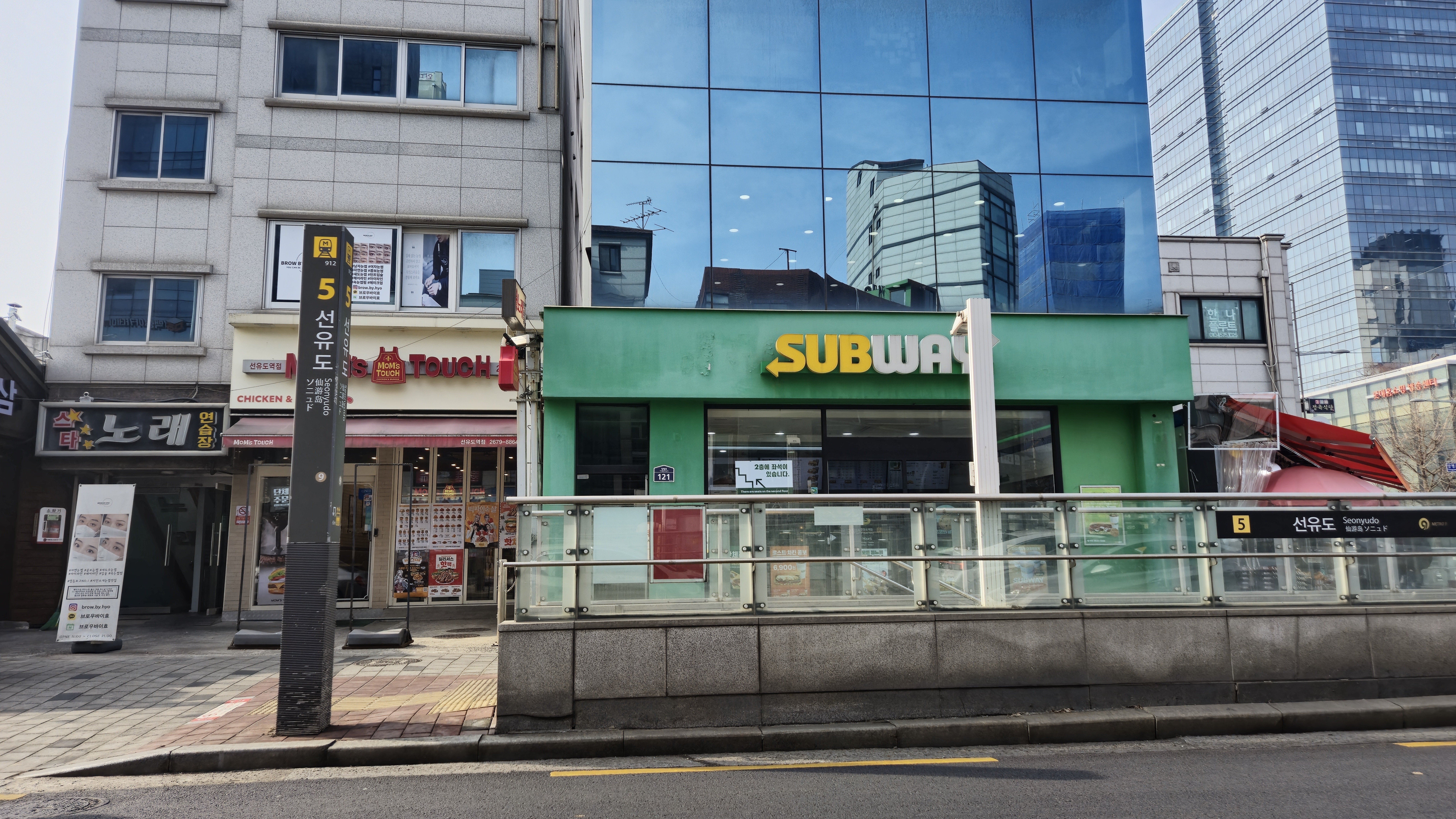
선유도역 5번출구, 서브웨이(선유도역점, 양평로 121)